# 巴格拉姆
巴格拉姆（普什圖語，羅馬化：Bgram），又譯為巴格蘭、巴格朗，是位於阿富汗帕尔旺省的城镇，位于阿富汗首都喀布尔以北约25公里。这座历史名城是當時古印度的商人前往丝绸之路的必經之處。境內的巴格拉姆機場曾為阿富汗戰爭美軍的主要據點。